# Berliner-Joyce P-16
El Berliner-Joyce P-16 fue un avión de caza biplaza estadounidense de los años 30 del siglo XX, producido por la Berliner-Joyce Aircraft Corporation.

## Diseño y desarrollo
La Berliner-Joyce Aircraft Corporation fue fundada en febrero de 1929 cuando adquirió los bienes activos de la Berliner Aircraft Company. La nueva compañía había intentado desarrollar el Berliner Monoplane, pero acabó involucrada en el diseño de un caza biplaza para el Cuerpo Aéreo del Ejército de los Estados Unidos. El prototipo, designado Berliner-Joyce XP-16, voló por primera vez en octubre de 1929 (en esta época en los Estados Unidos, los aviones de caza eran conocidos como "aviones de persecución", y estaban designados con una "P", significando la "X" que era "Experimental"). Tenía una estructura metálica con recubrimiento de tela. Era un biplano de un solo vano de envergaduras desiguales, con escalonamiento hacia delante. El ala inferior era más pequeña que la superior y estaba montada en la base del fuselaje (sesquiplano), e inusualmente era del tipo de ala de gaviota invertida, mientras que el ala superior era de configuración de ala de gaviota. Un observador/artillero estaba localizado detrás del piloto. El avión estaba equipado con un motor en línea V-12 sobrealimentado Curtiss V-1570 Conqueror de 447 kW (600 hp). Tras la evaluación realizada por el USAAC, se concedieron dos contratos por un total de 25 aviones YP-16 (los primeros 15 fueron considerados de preproducción, a los que se les dio una designación "Y"). La principal diferencia con los aviones de producción fue el uso de una versión sin sobrealimentación del motor Conqueror, y una hélice tripala.

## Historia operacional

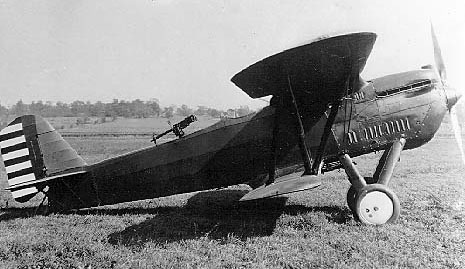
Berliner-Joyce P-16

Durante 1931, el USAAC ordenó el Berliner-Joyce YP-16, que tuvo la distinción de ser el último caza biplano en entrar en servicio con dicho Cuerpo Aéreo. Además, el P-16 permaneció como el único caza biplaza en ser producido para el Ejército después de 1918.
Entregado en 1932 como Y1P-16, equipando principalmente al 94th Pursuit Squadron, los aviones de producción fueron redesignados más tarde como PB-1 (Persecución-Biplaza, una torpe designación para una clase de avión y sólo aplicada a otro avión, el Consolidated P-30). Sin el sobrealimentador del prototipo, las prestaciones en altitud se redujeron apreciablemente, aunque el avión tenía una mayor autonomía que los monoplazas de persecución contemporáneos. A pesar del ala de gaviota, los pilotos tenían una visibilidad pobre por encima del morro que contribuyó a que los pilotos de servicio fueran propensos a aterrizar con el morro bajo.
Todos los Berliner-Joyce PB-1 fueron retirados del servicio activo en 1934, aunque un pequeño número de aviones continuó realizando tareas de segunda línea hasta 1940.

## Variantes
XP-16
Prototipo con motor Curtiss V-1570-25 de 600 hp, uno construido.
Y1P-16
Versión de producción, se convirtió en P-16 tras ser evaluado, 25 construidos.
P-16
Designación para el servicio de los 25 aviones de producción, redesignados PB-1 en 1935.
PB-1
Aviones de producción P-16, redesignados en 1935.

## Operadores
Estados Unidos
- Cuerpo Aéreo del Ejército de los Estados Unidos

## Especificaciones (P-16)

### Características generales
- Tripulación: Dos (piloto y observador/artillero)
- Longitud: 8,6 m (28,2 ft)
- Envergadura: 10,4 m (34 ft)
- Altura: 3,1 m (10,2 ft)
- Superficie alar: 27 m² (290,6 ft²)
- Peso vacío: 1240 kg (2733 lb)
- Peso máximo al despegue: 1800 kg (3967,2 lb)
- Planta motriz: 1× motor lineal V-12 refrigerado por líquido Curtiss V-1570-25 Conqueror.
  - Potencia: 447 kW (616 HP; 608 CV)

### Rendimiento
- Velocidad máxima operativa (Vno): 282 km/h (175 MPH; 152 kt)
- Alcance: 1046 km (565 nmi; 650 mi)

### Armamento
- Ametralladoras: 

  - 2 fijas de 7,62 mm de tiro frontal
  - 1 flexible de 7,62 mm
- Bombas: 102 kg

## Aeronaves relacionadas

### Secuencias de designación
- Secuencia P-_ (Cazas (Pursuit) del USAAC/USAAF/USAF, 1924-1962): ← XP-13 - XP-14 - XP-15 - P-16 - P-17 - XP-18 - XP-19 →
- Secuencia PB-_ (Cazas (Pursuit) Biplaza, del USAAC, 1935-1941): PB-1 - PB-2 - PB-3
- Secuencia F_J (Cazas de la Armada estadounidense, 1922-1962 (Berliner-Joyce, 1929-1935)): FJ - F2J - F3J